# Prémio Screen Actors Guild de melhor atriz em série de comédia
Os Prémios Screen Actors Guild para Melhor Actriz numa Série de Comédia são dados pelos Screen Actors Guild para honrar as melhores realizações de uma actriz no gênero comédia televisivo.

## Vencedoras e nomeadas

### Anos 1990
| - 1994: Helen Hunt, em Mad About You - Ellen DeGeneres, em Ellen - Candice Bergen, em Murphy Brown - Roseanne Barr, em Roseanne - Julia Louis-Dreyfus, em Seinfeld - 1995: Christine Baranski, em Cybill - Lisa Kudrow, em Friends - Helen Hunt, em Mad About You - Candice Bergen, em Murphy Brown - Julia Louis-Dreyfus, em Seinfeld - 1996: Julia Louis-Dreyfus, em Seinfeld - Kristen Johnston, em 3rd Rock from the Sun - Christine Baranski, em Cybill - Ellen DeGeneres, em Ellen - Helen Hunt, em Mad About You | - 1997: Julia Louis-Dreyfus, em Seinfeld - Calista Flockhart, em Ally McBeal - Ellen DeGeneres, em Ellen - Helen Hunt, em Mad About You - Kirstie Alley, em Veronica's Closet - 1998: Tracey Ullman, em Tracey Takes On... - Calista Flockhart, em Ally McBeal - Amy Pietz, wm Caroline in the City - Lisa Kudrow, em Friends - Julia Louis-Dreyfus, em Seinfeld - 1999: Lisa Kudrow, em Friends - Calista Flockhart, em Ally McBeal - Lucy Liu, em Ally McBeal - Sarah Jessica Parker, em Sex and the City - Tracey Ullman, em Tracey Takes On... |

### Anos 2000
| - 2000: Sarah Jessica Parker, em Sex and the City - Calista Flockhart, em Ally McBeal - Jane Kaczmarek, em Malcolm in the Middle - Debra Messing, em Will & Grace - Megan Mullally, em Will & Grace - 2001: Megan Mullally, em Will & Grace - Patricia Heaton, em Everybody Loves Raymond - Jennifer Aniston, em Friends - Kim Cattrall, em Sex and the City - Sarah Jessica Parker, em Sex and the City - 2002: Megan Mullally, em Will & Grace - Patricia Heaton, em Everybody Loves Raymond - Jennifer Aniston, em Friends - Jane Kaczmarek, em Malcolm in the Middle - Kim Cattrall, em Sex and the City | - 2003: Megan Mullally, em Will & Grace - Patricia Heaton, em Everybody Loves Raymond - Doris Roberts, em Everybody Loves Raymond - Lisa Kudrow, em Friends - Debra Messing, em Will & Grace - 2004: Teri Hatcher, em Desperate Housewives - Patricia Heaton, em Everybody Loves Raymond - Doris Roberts, em Everybody Loves Raymond - Sarah Jessica Parker, em Sex and the City - Megan Mullally, em Will & Grace - 2005: Felicity Huffman, em Desperate Housewives - Candice Bergen, em Boston Legal - Patricia Heaton, em Everybody Loves Raymond - Mary-Louise Parker, em Weeds - Megan Mullally, em Will & Grace |

| Ano  | Vencedora e nomeadas/indicadas | Série                               | Papel              |
| ---- | ------------------------------ | ----------------------------------- | ------------------ |
| 2006 | America Ferrera                | Ugly Betty                          | Betty Suarez       |
| 2006 | Felicity Huffman               | Desperate Housewives                | Lynette Scavo      |
| 2006 | Julia Louis-Dreyfus            | The New Adventures of Old Christine | Christine Campbell |
| 2006 | Megan Mullally                 | Will & Grace                        | Karen Walker       |
| 2006 | Mary-Louise Parker             | Weeds                               | Nancy Botwin       |
| 2006 | Jaime Pressly                  | My Name Is Earl                     | Joy Turner         |
| 2007 | Tina Fey                       | 30 Rock                             | Liz Lemon          |
| 2007 | Christina Applegate            | Samantha Who?                       | Samantha Newly     |
| 2007 | America Ferrera                | Ugly Betty                          | Betty Suarez       |
| 2007 | Mary-Louise Parker             | Weeds                               | Nancy Botwin       |
| 2007 | Vanessa L. Williams            | Ugly Betty                          | Wilhelmina Slater  |
| 2008 | Tina Fey                       | 30 Rock                             | Liz Lemon          |
| 2008 | Christina Applegate            | Samantha Who?                       | Samantha Newly     |
| 2008 | America Ferrera                | Ugly Betty                          | Betty Suarez       |
| 2008 | Mary-Louise Parker             | Weeds                               | Nancy Botwin       |
| 2008 | Tracey Ullman                  | Tracey Ullman's State of the Union  | vários personagens |
| 2009 | Tina Fey                       | 30 Rock                             | Liz Lemon          |
| 2009 | Christina Applegate            | Samantha Who?                       | Samantha Newly     |
| 2009 | Toni Collette                  | The United States of Tara           | Tara Gregor        |
| 2009 | Edie Falco                     | Nurse Jackie                        | Jackie Peyton      |
| 2009 | Julia Louis-Dreyfus            | The New Adventures of Old Christine | Christine Campbell |

### Anos 2010
| Ano  | Vencedores e nomeados | Série                     | Papel                       |
| ---- | --------------------- | ------------------------- | --------------------------- |
| 2010 | Betty White           | Hot in Cleveland          | Elka Ostrovsky              |
| 2010 | Edie Falco            | Nurse Jackie              | Jackie Peyton               |
| 2010 | Tina Fey              | 30 Rock                   | Liz Lemon                   |
| 2010 | Jane Lynch            | Glee                      | Sue Sylvester               |
| 2010 | Sofía Vergara         | Modern Family             | Gloria Delgado-Pritchett    |
| 2011 | Betty White           | Hot in Cleveland          | Elka Ostrovsky              |
| 2011 | Julie Bowen           | Modern Family             | Claire Dunphy               |
| 2011 | Sofía Vergara         | Modern Family             | Gloria Delgado-Pritchett    |
| 2011 | Edie Falco            | Nurse Jackie              | Jackie Peyton               |
| 2011 | Tina Fey              | 30 Rock                   | Liz Lemon                   |
| 2012 | Tina Fey              | 30 Rock                   | Liz Lemon                   |
| 2012 | Edie Falco            | Nurse Jackie              | Jackie Peyton               |
| 2012 | Amy Poehler           | Parks and Recreation      | Leslie Knope                |
| 2012 | Sofía Vergara         | Modern Family             | Gloria Delgado-Pritchett    |
| 2012 | Betty White           | Hot in Cleveland          | Elka Ostrovsky              |
| 2013 | Julia Louis-Dreyfus   | Veep                      | Selina Meyer                |
| 2013 | Mayim Bialik          | The Big Bang Theory       | Amy Farrah Fowler           |
| 2013 | Julie Bowen           | Modern Family             | Claire Dunphy               |
| 2013 | Edie Falco            | Nurse Jackie              | Jackie Peyton               |
| 2013 | Tina Fey              | 30 Rock                   | Liz Lemon                   |
| 2014 | Uzo Aduba             | Orange Is the New Black   | Suzanne "Crazy Eyes" Warren |
| 2014 | Julie Bowen           | Modern Family             | Claire Dunphy               |
| 2014 | Edie Falco            | Nurse Jackie              | Jackie Peyton               |
| 2014 | Julia Louis-Dreyfus   | Veep                      | Selina Meyer                |
| 2014 | Amy Poehler           | Parks and Recreation      | Leslie Knope                |
| 2015 | Uzo Aduba             | Orange Is the New Black   | Suzanne "Crazy Eyes" Warren |
| 2015 | Edie Falco            | Nurse Jackie              | Jackie Peyton               |
| 2015 | Ellie Kemper          | Unbreakable Kimmy Schmidt | Kimmy Schmidt               |
| 2015 | Julia Louis-Dreyfus   | Veep                      | Selina Meyer                |
| 2015 | Amy Poehler           | Parks and Recreation      | Leslie Knope                |
| 2016 | Julia Louis-Dreyfus   | Veep                      | Selina Meyer                |
| 2016 | Uzo Aduba             | Orange is the New Black   | Suzanne "Crazy Eyes" Warren |
| 2016 | Jane Fonda            | Grace and Frankie         | Grace Hanson                |
| 2016 | Lily Tomlin           | Grace and Frankie         | Frances "Frankie" Bergstein |
| 2016 | Ellie Kemper          | Unbreakable Kimmy Schmidt | Kimmy Schmidt               |
| 2017 | Julia Louis-Dreyfus   | Veep                      | Selina Meyer                |
| 2017 | Uzo Aduba             | Orange Is the New Black   | Suzanne "Crazy Eyes" Warren |
| 2017 | Alison Brie           | GLOW                      | Ruth Wilder                 |
| 2017 | Jane Fonda            | Grace and Frankie         | Grace Hanson                |
| 2017 | Lily Tomlin           | Grace and Frankie         | Frankie Bergstein           |
| 2018 | Rachel Brosnahan      | The Marvelous Mrs. Maisel | Miriam "Midge" Maisel       |
| 2018 | Alex Borstein         | The Marvelous Mrs. Maisel | Susie Myerson               |
| 2018 | Alison Brie           | GLOW                      | Ruth Wilder                 |
| 2018 | Jane Fonda            | Grace and Frankie         | Grace Hanson                |
| 2018 | Lily Tomlin           | Grace and Frankie         | Frankie Bergstein           |
| 2019 | Phoebe Waller-Bridge  | Fleabag                   | Fleabag                     |
| 2019 | Christina Applegate   | Dead to Me                | Jen Harding                 |
| 2019 | Alex Borstein         | The Marvelous Mrs. Maisel | Susie Myerson               |
| 2019 | Rachel Brosnahan      | The Marvelous Mrs. Maisel | Miriam "Midge" Maisel       |
| 2019 | Catherine O'Hara      | Schitt's Creek            | Moira Rose                  |

### Anos 2020
| Ano  | Vencedores e nomeados | Série                     | Papel                 |
| ---- | --------------------- | ------------------------- | --------------------- |
| 2020 | Catherine O'Hara      | Schitt's Creek            | Moira Rose            |
| 2020 | Annie Murphy          | Schitt's Creek            | Alexis Rose           |
| 2020 | Christina Applegate   | Dead to Me                | Jean Harding          |
| 2020 | Linda Cardellini      | Dead to Me                | Judy Hale             |
| 2020 | Kaley Cuoco           | The Flight Attendant      | Cassie Bowden         |
| 2021 | Jean Smart            | Hacks                     | Deborah Vance         |
| 2021 | Elle Fanning          | The Great                 | Catarina, a Grande    |
| 2021 | Hannah Waddingham     | Ted Lasso                 | Rebecca Walton        |
| 2021 | Juno Temple           | Ted Lasso                 | Keeley Jones          |
| 2021 | Sandra Oh             | The Chair                 | Ji-Yoon Kim           |
| 2022 | Jean Smart            | Hacks                     | Deborah Vance         |
| 2022 | Christina Applegate   | Dead to Me                | Jen Harding           |
| 2022 | Rachel Brosnahan      | The Marvelous Mrs. Maisel | Miriam "Midge" Maisel |
| 2022 | Quinta Brunson        | Abbott Elementary         | Janine Teagues        |
| 2022 | Jenna Ortega          | Wednesday                 | Wednesday Addams      |
| 2023 | Ayo Edebiri           | The Bear                  | Sydney Adamu          |
| 2023 | Rachel Brosnahan      | The Marvelous Mrs. Maisel | Miriam "Midge" Maisel |
| 2023 | Alex Borstein         | The Marvelous Mrs. Maisel | Susie Myerson         |
| 2023 | Quinta Brunson        | Abbott Elementary         | Janine Teagues        |
| 2023 | Hannah Waddingham     | Ted Lasso                 | Rebecca Welton        |
| 2024 | Jean Smart            | Hacks                     | Deborah Vance         |
| 2024 | Kristen Bell          | Nobody Wants This         | Joanne                |
| 2024 | Ayo Edebiri           | The Bear                  | Sydney Adamu          |
| 2024 | Liza Colón-Zayas      | The Bear                  | Tina                  |
| 2024 | Quinta Brunson        | Abbott Elementary         | Janine Teagues        |